# Mezuza
Mezuza(Hebrejski מְזוּזָה) je svitak od pergamenta sa, hebrejskim pismom ispisana, dva odlomka iz pete knjige Mojsijeve: „Šema Jusrael, Adonaj eloenu Adonaj ehad!“ („Čuj, Izraele, Gospod je naš Bog, Gospod je jedan jedini!") i „Veaeja in šamoa tišmeu“ („Ako se budete pridržavali mojih zakona“). Odlomci se ispisuju rukom. 
Na pozdini je napisana reč „Šadaj“ („Svemogući“). Time se izvršava nalog: „I ispisaćete ih (reči Gospodnje) na dovratcima (mezuzot) kuća svojih i na vrata svoja“. („Zakoni ponovljeni, 6.9)
Svitak se stavlja u drvenu, metalnu ili plastičnu kutiju valjkastog oblika i koso pričvršćuje za gornji deo desnog dovratka i time vidno označava jevrejska kuća. Takav položaj je kompromis dva stava: Rašija (Rabi Šlomo Jitsak, XI vek) i Rabenu Tama (Rabi Jaakov ben Meir iz XII veka). Prvi je smatrao da mezuza treba da stoji vertikalno a drugi horizontalno!
Funkcija mezuze je da stalno podseća vernike na njihovu privženost Bogu i moralne obaveze Jevreja.
Još u talmudskom periodu, mezuza je dobila i praznoverni značaj da štiti od zlih duhova. Reč sa poleđine „Šadaj“ je takođe, srednjem veku postala akronim za „Šomer daltot Jisrael“ („Čuvar jevreskih kapija“).
Rabin Moše ben Majmon – Majmonides (Rabam XII vek) je kritikovao one koji menjaju suštinu i značaj mezuze i povezuju je sa praznoverjem. 
Običaj je da se prilikom ulaska u kuću, ili izlaska, mezuza dotakne prstima i prsti poljube.